# Годдерт
Годдерт (нем. Goddert) — община в Германии, в земле Рейнланд-Пфальц. 
Входит в состав района Вестервальд. Подчиняется управлению Зельтерс (Вестервальд).  Население составляет 423 человека (на 31 декабря 2010 года). Занимает площадь 2,39 км².